# Sascha Gura

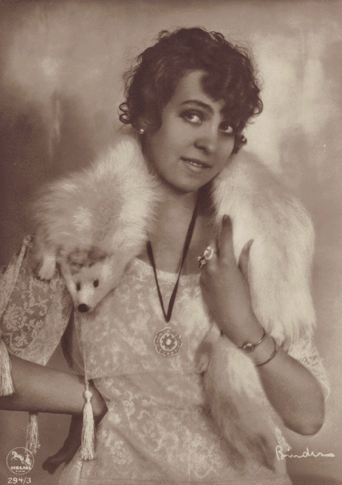
Sascha Gura, Fotografie (um 1922) von Alexander Binder

Sascha Gura (* 9. Juni 1896 als Eugenie Therese Gura in München; † 1. April 1946 in Berlin) war eine deutsche Schauspielerin.

## Leben
Die Tochter des Sängers und Schauspielers Hermann Gura, Enkelin von Eugen Gura und Nichte von Eugen Gura junior hatte sich künstlerisch an der Königlichen Hochschule für Musik ausbilden lassen. Ihre Laufbahn begann sie während des Ersten Weltkriegs an der Operette, später (seit dem 1. Oktober 1921) feierte sie auch Erfolge an Berlins Komischer Oper. Die 1920 geschlossene Ehe mit Hermann Karl Rudolf Friedrich von Oppen wurde 1922 wieder geschieden. Sie nannte sich aber weiterhin von Oppen Gura.
Beim Film seit dem Frühjahr 1919 aktiv, war Sascha Gura fünf Jahre lang eine vielbeschäftigte Hauptdarstellerin in düsteren Dramen und Abenteuergeschichten. Für vier Hauptrollen in zwei Heinz-Hanus-Inszenierungen der Astoria-Film – drei in dem Adelsdrama Unter der Knute des Schicksals, eine in der Romanverfilmung Wie Satan starb – ging sie 1920 nach Wien. Im Mai 1922 wurde die Sascha Gura-Film GmbH (1922–1928) gegründet.
Nach zwei Verpflichtungen beim Tonfilm geriet die Künstlerin in Vergessenheit. Sie starb 1946 in Berlin an einer Krebserkrankung.

## Filmografie
- 1919: Totentanz
- 1919: Phantome des Lebens
- 1919: Das schöne Geheimnis
- 1920: Der Bucklige und die Tänzerin
- 1920: Das Haupt des Juarez
- 1920: Teufel und Circe
- 1920: Unter der Knute des Schicksals
- 1920: Wie Satan starb
- 1921: Die Liebschaften des Hektor Dalmore
- 1921: Das Attentat
- 1921: Millionenraub
- 1921: Der Fürst der Berge
- 1922: Frau Sünde
- 1922: Zwei Welten
- 1922: Der Roman einer Halbweltdame
- 1922: Im Glutrausch der Sinne
- 1922: Mignon
- 1923: Der Wilde Freiger
- 1924: Menschen im Nebel
- 1924: Die Frau in Versuchung
- 1924: Höhenfieber
- 1932: Trenck
- 1934: Grüß’ mir die Lore noch einmal